# Melanocetus johnsonii
Melanocetus johnsonii (o peix diable de Johnson o rap abisal) és una espècie de peix abissal de la família Melanocetidae. Es troba en el tròpic de tots els oceans del món.

## Descripció
Viu en profunditats normalment de 300 - 400 metres, arribant a un màxim de fins a 1.000 metres. Té una espècie d'antena sobre el seu cap que surt del seu nas en forma de canya repleta de bacteris bioluminescents que s'il·lumina com a cimbell per atreure altres peixos que confonen aquest òrgan amb cucs o un altre organisme. Atrapa les preses amb les seves grans dents per evitar que s'escapin, i té una gran boca que pot empassar-se exemplars de més del doble de la seva pròpia longitud (això és una forma d'aprofitar la falta de menjar en aquestes zones).

## Descobriment

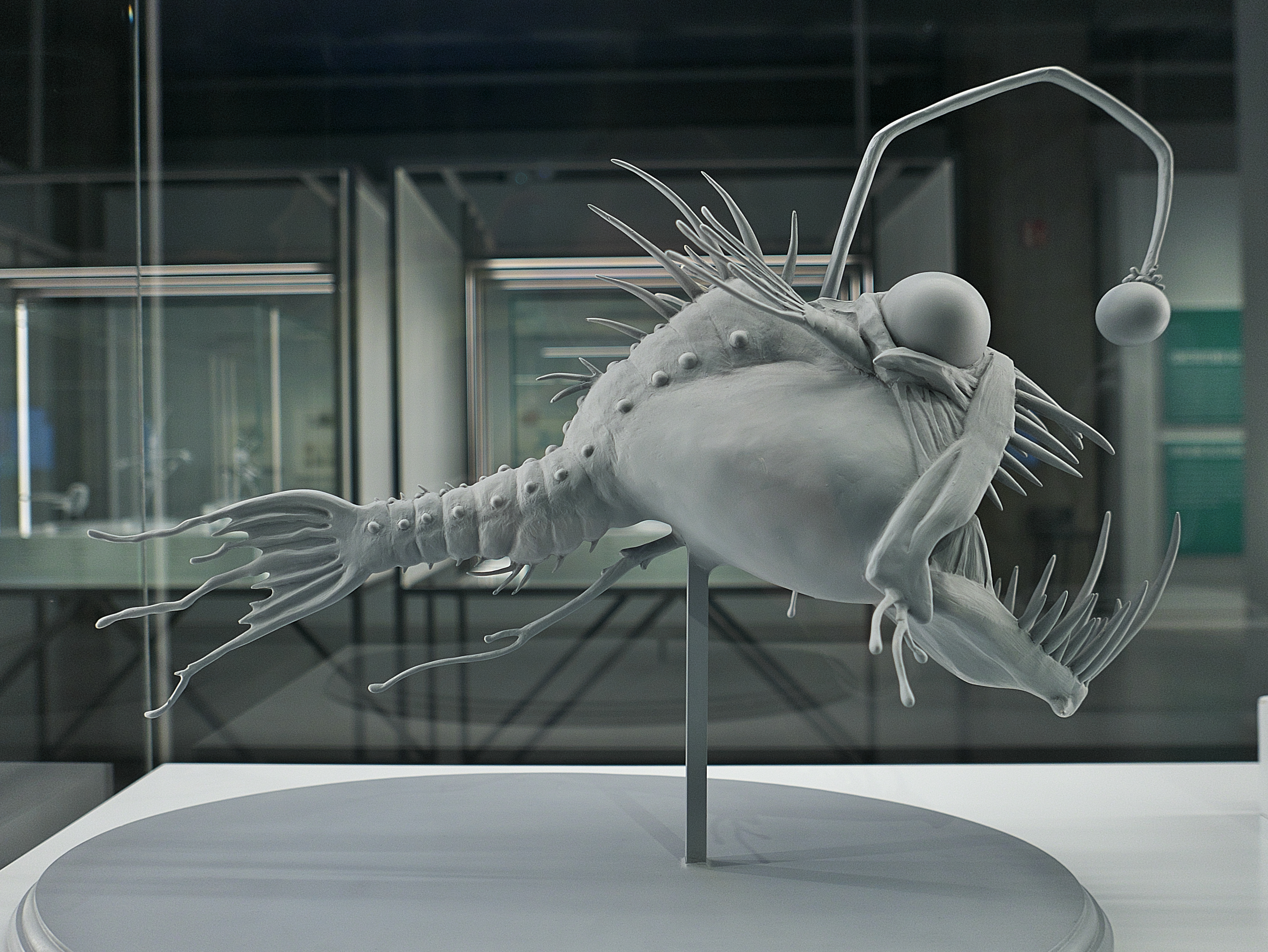
Rap abisal, Greg Dykstra

El primer exemplar de M. johnsonii va ser descobert pel naturalista anglès James Yates Johnson prop de Madeira, arxipèlag davant de la costa del nord-oest d'Àfrica, el 24 de desembre de 1863. Va ser investigat per Albert Carl Ludwig Gotthilf Günther, conservador de zoologia al Museu d'Història Natural de Londres, qui el va descriure com "un peix que demostra ser el tipus d'un nou gènere, no només per la seva extraordinària forma, sinó també per l'absència d'aletes pèlviques". Günther va ser el primer a registrar la morfologia única de l'espècie; li va posar el nom de Johnson, en motiu del cognom del seu descobridor. Les primeres hipòtesis sobre el comportament del raps van plantejar que el seu il·licium i esca, la columna vertebral de l'aleta dorsal estesa i l'aparell bulbós que sobresurt del musell, s'utilitzen per atraure les preses. El naturalista danès Christian Frederik Lütken va ser el primer a suggerir que aquesta característica era central en el seu comportament alimentari. Fins a la dècada de 1920, s'havia pensat que els exemplars masculins sense aparell d'atracció eren diferents i es van col·locar en categories taxonòmiques separades dels seus homòlegs femenins. L'any 1924, l'ictiòleg britànic Charles Tate Regan es va adonar que un peix petit unit a un rap més gran era en realitat un mascle en procés de reproducció, el que va portar al descobriment del dimorfisme sexual que caracteritza el rap. Diversos espècimens que anteriorment estaven classificats com a espècies separades, com el M. ferox i M. krechi, han estat reconeguts des de llavors com a sinònims de M. johnsonii.

## Habitat
M. johnsonii habita les zones mesopelàgiques i batipelàgiques, i es troba més freqüentment a profunditats entre 200 i 2.100 metres. En comparació amb altres espècies del gènere, M. johnsonii probablement es pot trobar a menys profunditat; El 65% dels exemplars registrats es van recollir a profunditats superiors als 1.000 metres sota la superfície de l'aigua. A aquestes profunditats, hi ha poca o cap llum que penetri des de la zona fòtica superficial. A causa d'això, aquesta espècie ha desenvolupat mitjans de depredació utilitzant bioluminescència en funció de les limitacions del seu hàbitat.
M. johnsonii té la distribució geogràfica més àmplia de totes les espècies del gènere Melanocetus. La seva distribució és detecta tant en zones temperades i tropicals de tots els oceans, així com al mar de la Xina Meridional i al mar de la Xina Oriental. La ubicació geogràfica a l'hemisferi sud es va ampliar l'any 2014 quan es va obtenir el primer exemplar de M. johnsonii a les aigües antàrtiques dins l'estómac d'un peix austral antàrtic al mar de Ross.[7] L'espècimen es va identificar mitjançant mètodes morfològics i anàlisis genètiques posteriors, utilitzant el clip d'aleta pectoral del peix que va verificar que l'espècimen pertanyia a M. johnsonii. Un exemplar individual de M. johnsonii es va trobar prop de Juan de Fuca Channel a la Colúmbia Britànica, ampliant la seva distribució septentrional coneguda al Pacífic oriental i solidificant-lo com un dels raps majorment distribuïts.

## Morfologia

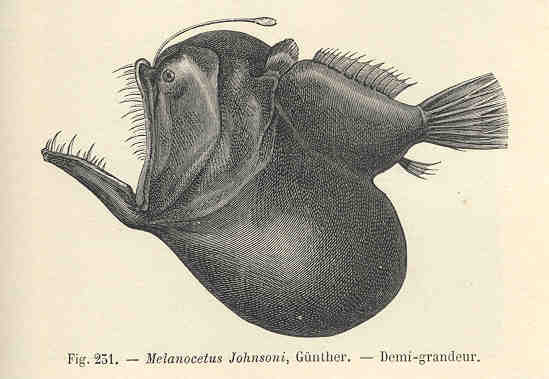
Melanocetus johnsoni, Gunther. Dibuix extrect de: Perrier, Edmond Explorations Sous-Marines (1886)

M. johnsonii és un rap negre o de color marró fosc i de cos tou. Les femelles d'aquesta espècie tenen el cos curt i globular, els caps grans amb una boca eixamplada que és gairebé vertical i les dents llargues i punxegudes capaces de menjar preses més grans que ells. Sota l'aleta dorsal es troben nombroses petites espines de pell. En comparació amb altres espècies del gènere, M. johnsonii té un il·licium més llarg i menys dents de mandíbula, però aquestes dents són relativament més llargues que les d'altres espècies. Com tots els altres raps, les femelles tenen una espina dorsal curta  amb un aparell d'atracció bulbosa (esca) al musell. L'esca té crestes posteriors i anteriors comprimides, que s'observen en distingir-la d'altres raps. A diferència d'altres espècies del gènere, les femelles de l'espècie tenen un marge anterior del vòmer gairebé recte. Les femelles M. johnsonii tenen ulls subcutanis petits que poden suggerir la seva manca de dependència de la visió visual per alimentar-se i reproduir-se.
El M. johnsonii presenta un dimorfisme sexual extrem, amb femelles de mida més gran i mascles nans. S'ha trobat que les femelles creixen fins a 153 mm, mentre que els mascles només creixen entre 15,5 i 28 mm. Els mascles no tenen aparell d'atracció, però tenen ulls i orificis nasals grans que poden ser útils per localitzar individus molt dispersos. Tot i que les característiques distintives dels mascles del gènere no estan ben definides, els mascles de M. johnsonii solen tenir un nombre relativament més gran de dents denticulars i raigs d'aleta dorsal i pectoral. Tanmateix, com que només s'han obtenigut vuit exemplars mascles actuals, la informació relativa als mascles és limitada.
Hi ha moltes similituds en les característiques morfològiques de M. johnsonii i M. rossi. Una característica distintiva és que M. johnsonii té pigmentació negra a l'exterior del seu cos superior mentre que M. rossi no. A causa de les nombroses similituds entre ambdós, s'ha suggerit que M. rossi pot estar vinculat a l'espècie M. johnsonii.

## Alimentació

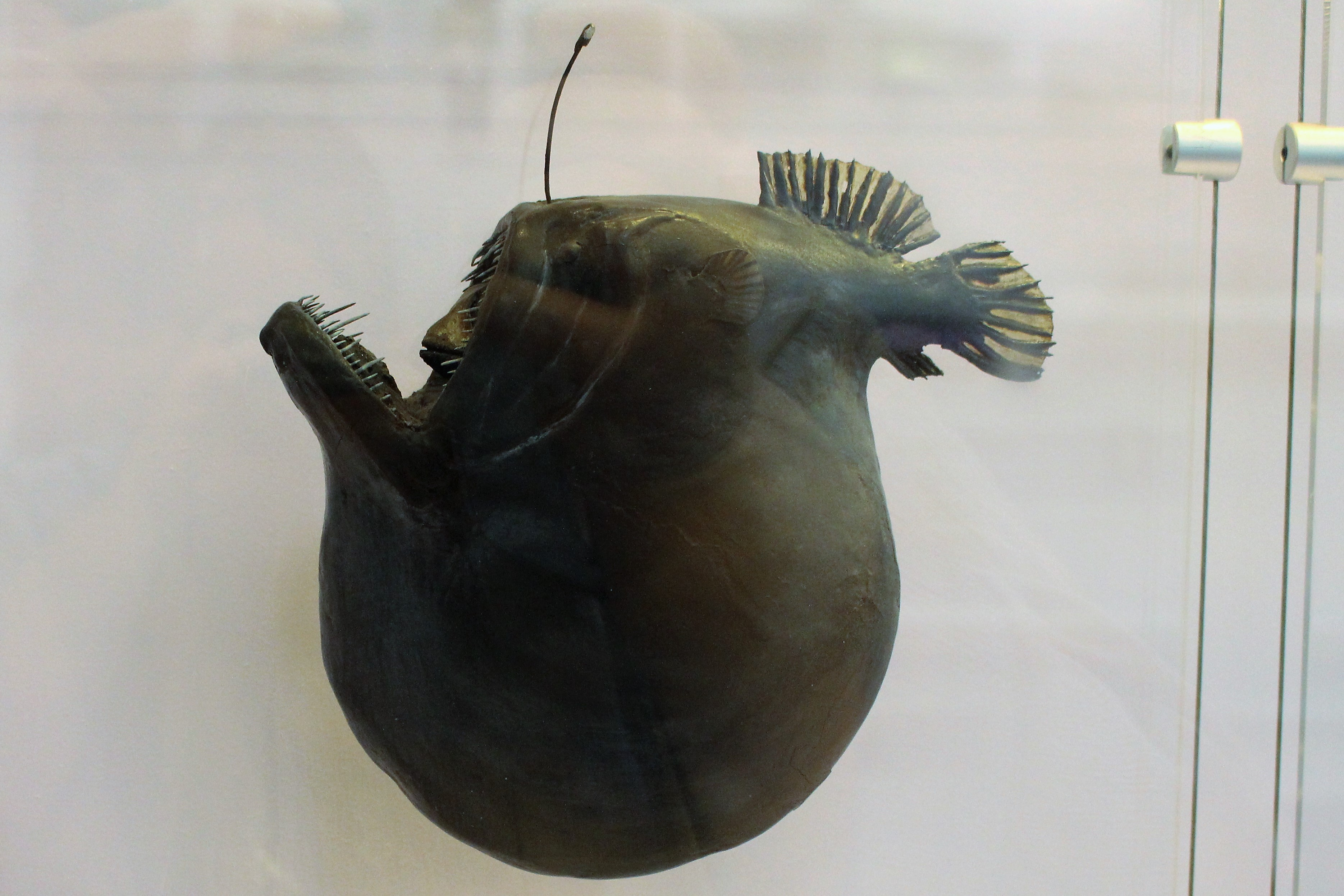
Melanocetus johnsonii model després d'un àpat en el Museu d'Història Natural de Londres.

Les femelles de M. johnsonii tenen boques grans plenes de dents afilades i estómacs enormes que les fan capaços de menjar gairebé tot el que troben. Els seus estómacs són altament distensibles i s'expandeixen fàcilment, cosa que els permet consumir preses que pesin més que ells mateixos. Es va recuperar un individu de M. johnsonii amb un pes de 8,8 grams amb un arrossegament, i es va trobar que l'espècimen tenia tres anguiles tisora per un total de 12,3 grams a l'estómac.
Com que només el 5% de la nutrició produïda per la zona fòtica a l'aire lliure passa a l'oceà profund, no hi ha gaire menjar disponible a les profunditats del mar. Els M. johnsonii són depredadors d'emboscada, és a dir, utilitzen una estratègia de depredació asseguts i esperant la presa. Els exemplars de M. johnsonii tenen un index metabòlic baix, fins i tot en comparació amb els organismes que viuen a profunditats similars. Per provar-ho, els investigadors van utilitzar una xarxa d'arrossegament per recuperar vuit individus de M. johnsonii, tots amb l'estómac buit. Els peixos es van mantenir vius en un laboratori i es van mesurar els seus metabolismes aeròbics. Els investigadors van trobar que M. johnsonii eren capaços de regular el seu metabolisme aeròbic ajustant el seu consum d'oxigen, la qual cosa els permet viure en condicions hipòxiques o anaeròbiques durant llargs períodes.
Les femelles utilitzen l'esca bulbosa com a esquer bioluminescent per atreure les preses. La bioluminescència de M. johnsonii és causada pel bacteri simbiont Enterovibrio escacola a l'esca. Originalment es pensava que E. escacola era un simbiont obligat del seu hoste perquè el seu genoma es va reduir al voltant del 50% en comparació amb un bacteri de vida lliure mitjà. A través de l'anàlisi genètica i l'experimentació, es va determinar que E. escacola i M. johnsonii són facultativament simbiòtics, el que significa que poden sobreviure l'un sense l'altre quan sigui necessari.

## Reproducció
L'aparellament dels M. johnsonii són difícils perquè viuen en solitari i allunyats l'un de l'altre al mar profund. Els mascles tenen òrgans sensorials molt desenvolupats que els permeten rastrejar l'olor d'una femella ja que es veu mínimament alterat a les aigües tranquil·les del mar profund. A diferència d'altres espècies de rap, els mascles de M. johnsonii no són paràsits. Això significa que els mascles de M. johnsonii només s'uneixen temporalment a la femella més gran de M. johnsonii utilitzant un aparell denticular únic abans d'alliberar els seus espermatozoides. Un cop finalitzat aquest procés, els mascles es separen de les femelles per trobar altres companys. S'han capturat dos casos d'aquest fenomen, un al RRS Discovery a Irlanda i l'altre al R/V Tansei-Maru. En ambdós casos, no hi va haver evidència de fusió de teixits entre el rap mascle i femella. La reproducció del rap negre es realitza per fecundació externa; les femelles alliberen òvuls a l'aigua i els mascles immediatament exerceixen els seus espermatozoides per capturar i fecundar els òvuls. Aquest procés de reproducció únic podria explicar per què els mascles de M. johnsonii no viuen de les femelles durant tota la seva vida. L'estudi de la morfologia del mascle M. johnsonii dóna suport a aquesta estratègia d'aparellament no paràsit. El més important és que tant els mascles com les femelles de M. johnsonii són capaços d'assolir la maduresa sexual sense la presència de l'altre sexe. En els ceratioides paràsits, els mascles solen unir-se a la femella abans d'arribar a la maduresa sexual.

## Conservació
L'espècie M. johnsonii va ser classificada com una espècie de baix risc a la Llista Vermella d'Espècies Amenaçades de la UICN. No és una font d'aliment per als humans i, per tant, no és objectiu de pesca. No obstant això, els individus poden ser recollits com a captura accidental amb la pesca d'arrossegament, i a mesura que la pesca comercial es desplaça més cap als recursos marins profunds, l'espècie es podria veure afectada per aquest tipus de captures. El nombre relativament reduït d'individus registrats actualment pot ser degut a l'escassetat d'espècies a l'entorn del mar profund i a les limitacions de la recollida d'organismes marins tan dispersos.

## Mitjans de comunicació
Un M. johnsonii va ser filmat el 2014 a la costa de Califòrnia pel Monterey Bay Aquarium Research Institute utilitzant el seu submergible Doc Ricketts operat a distància. El vídeo mostra una femella M. johnsonii nedant lentament a una profunditat d'uns 580 m. al Monterey Canyon.
El 5 de febrer de 2025, el fotògraf David Jara Boguñá i altres en una expedició de Condrik - Tenerife, a 2 quilòmetres de la costa de l'illa de Tenerife, van filmar i fotografiar un exemplar femella viu durant el dia a la superfície de l'oceà. El vídeo mostra l'animal pujant lentament a la superfície. Aquesta pot ser la primera instància registrada de l'espècie en aquestes condicions.